# Alopena
Alopena là một chi bọ cánh cứng trong họ Chrysomelidae.
Chi này được Baly miêu tả khoa học năm 1864.

## Các loài
Chi này gồm các loài:
- Alopena collaris Baly, 1864